# Phan Văn Sáu
Phan Văn Sáu (sinh ngày 10 tháng 9 năm 1959) là một chính khách Việt Nam, nguyên Ủy viên Trung ương Đảng khóa XI, XII, Nguyên Bí thư Tỉnh ủy Sóc Trăng. Nguyên Tổng Thanh tra Chính phủ Việt Nam . Ông cũng từng là Phó Trưởng ban Kinh tế Trung ương, Bí thư Tỉnh ủy An Giang.

## Tiểu sử
Ông sinh ngày 10/9/1959 xã Long Thuận, huyện Hồng Ngự, tỉnh Đồng Tháp
Trình độ chuyên môn: Kỹ sư cơ khí chế tạo máy
Trình độ lý luận chính trị: Cử nhân

## Quá trình công tác

### Tỉnh An Giang
1. 8/1975 - 9/1977: Ủy viên Ban Chấp hành Đoàn Trường Cấp III Tân Châu, An Giang.
2. 9/1977 - 3/1982: Sinh viên Đại học Bách khoa thành phố Hồ Chí Minh.
3. 3/1982 - 1990: Phó phòng rồi Trưởng phòng kỹ thuật Xí nghiệp Cơ khí An Giang.
4. 1990 - 1994: Phó Giám đốc rồi Giám đốc Xí nghiệp Cơ khí An Giang.
5. 1994 - 1995: Phó Chủ tịch Hội đồng Quản trị Công ty liên doanh khai thác chế biến đá xây dựng ANTRACO.
6. 1995 - 12/1999: Giám đốc Công ty Cơ khí An Giang.
7. 01/2000 - 8/2000: Giám đốc Sở Thương mại - Du lịch tỉnh An Giang.
8. 8/2000 - 8/2003: Tỉnh ủy viên, Giám đốc Sở Kế hoạch và Đầu tư tỉnh An Giang.
9. 8/2003 - 6/2005: Tỉnh ủy viên, Bí thư Thị ủy Châu đốc, tỉnh An Giang.
10. 6/2005 - 2/2006: Tỉnh ủy viên, Phó Trưởng ban Tổ chức Tỉnh ủy An Giang.
11. 2/2006 - 2/2010: Ủy viên Ban Thường vụ Tỉnh ủy, Trưởng ban Tổ chức Tỉnh ủy.
12. 2/2010 - 10/2010: Phó Bí thư Thường trực Tỉnh ủy, kiêm Trưởng ban Tổ chức Tỉnh ủy An Giang.
13. 10/2010 - 6/2011: Bí thư Tỉnh ủy An Giang. Tại Đại hội đại biểu toàn quốc lần thứ XI của Đảng được bầu vào Ban Chấp hành Trung ương Đảng.
14. 7/2011 - 9/2015: Ủy viên Trung ương Đảng, Bí thư Tỉnh ủy, Chủ tịch HĐND tỉnh An Giang.

### Ban Kinh tế Trung ương
1. 9/2015 – 4/2016: Ủy viên Trung ương Đảng, Phó Trưởng ban Kinh tế Trung ương.
2. Tại Đại hội đại biểu toàn quốc lần thứ XII của Đảng được bầu vào Ban Chấp hành Trung ương Đảng.

### Tổng Thanh tra Chính phủ
1. 4/2016: Tại kỳ họp thứ 11, Quốc hội khóa XIII, được Quốc hội phê chuẩn, Chủ tịch nước bổ nhiệm giữ chức Tổng Thanh tra Chính phủ.
2. 25/10/2017: Dựa theo đơn xin thôi nhiệm vụ Tổng Thanh tra vì lý do sức khỏe, gia đình của ông, tại kỳ họp thứ 4 Quốc hội khóa 14 đã đồng ý miễn nhiệm ông khỏi chức vụ Tổng Thanh tra Chính phủ.[5]
3. Chiều 26/10/2017: Chủ tịch nước Trần Đại Quang kí quyết định số 2183/QĐ-CTN miễn nhiệm ông khỏi chức vụ Tổng thanh tra Chính phủ, quyết định có hiệu lực từ ngày ký.[1]

### Bí thư Tỉnh ủy Sóc Trăng
1. Ngày 2/11/2017, Trưởng ban Tổ chức Trung ương Phạm Minh Chính đến Sóc Trăng công bố quyết định của Bộ Chính trị về công tác nhân sự. Bộ Chính trị trao quyết định phân công nguyên Tổng Thanh tra Chính phủ Phan Văn Sáu làm Bí thư Tỉnh ủy Sóc Trăng nhiệm kỳ 2015-2020, thay người tiền nhiệm Nguyễn Văn Thể.[6]

## Phát ngôn
| “              | Nhận quyết định bổ nhiệm làm Tổng Thanh tra Chính phủ, tôi thấy đây là niềm vinh dự to lớn, cũng là nhiệm vụ nặng nề buộc tôi phải cố gắng nhiều hơn nữa cùng các đồng chí gánh vác nhiệm vụ quan trọng mà Đảng, Quốc hội và Chính phủ giao phó. Tôi xin hứa sẽ cùng các đồng chí Phó Tổng Thanh tra và toàn thể cán bộ, công chức, viên chức cơ quan Thanh tra Chính phủ phát huy truyền thống tốt đẹp của ngành, thành tích quan trọng của các vị tiền nhiệm ngành Thanh tra để lại. Bản thân sẽ cố gắng học tập, trau dồi về mặt chuyên môn cũng như đạo đức cùng các đồng chí lãnh đạo, cán bộ, công chức, viên chức của ngành quyết tâm đoàn kết, thống nhất, năng động, sáng tạo, đổi mới, kỷ cương, dân chủ, phát huy truyền thống để hoàn thành xuất sắc nhiệm vụ của ngành được giao góp phần vào sự phát triển chung của đất nước. | ” |
| — Phan Văn Sáu | |   |